# Aquostic II - That's a Fact!
Aquostic II - That's a Fact! è il trentaduesimo album in studio del gruppo musicale britannico Status Quo, pubblicato nell'ottobre 2016.

## Concezione
In seguito al grande successo riscosso due anni prima dal precedente lavoro di studio Aquostic (Stripped Bare), la band decide di incidere molti altri suoi classici in chiave totalmente acustica, con l'aggiunta di tre inediti.
Alla pari di quanto avvenuto con il primo Aquostic, anche qui viene fatto cospicuo uso di chitarre acustiche, cembali, fisarmonica, mandolino, armonica a bocca, cori femminili ed una sezione d’archi. Anche in questo caso i brani vengono rielaborati in una veste completamente rinnovata e resi, talvolta, quasi irriconoscibili passando attraverso il folk, il blues, il country, la tarantella, la polka, la musica popolare celtica.

## Accoglienza
Il prodotto viene accolto con ampi consensi dalla critica britannica, mentre il pubblico lo premia con il 7º posto nelle classifiche inglesi.

## Pubblicazione
Il prodotto viene pubblicato in tre diversi formati. L'edizione "standard" del CD contiene 14 tracce, incise tutte in studio. La "deluxe edition" è formata da 2 CD e contiene in tutto 25 tracce: il secondo disco contiene 5 brani acustici registrati in studio ed altri 6 incisi dal vivo nel 2014 nel corso di un concerto tenuto a Stoccarda. L'edizione in vinile contiene invece 20 tracce tutte incise in studio (solo in tale edizione è rinvenibile il brano For You).

## Tracce

### CD
Dopo ogni brano viene indicato l'album in cui era originariamente incluso.
1. That's a Fact (Francis Rossi/Bob Young) – Blue for You (1976)
2. Roll Over Lay Down (Rossi/Young/Lancaster/Parfitt/Coghlan) – Hello!
3. Dear John (Gustafson/Macauley) – 1+9+8+2 = XX (1982)
4. In the Army Now (Bolland/Bolland) – In the Army Now (1986)
5. Hold You Back (Rossi/Parfitt/Young) – Rockin' All Over the World (1977)
6. One for the Road (Andy Bown) – Inedito
7. Backwater (Parfitt/Lancaster) – Quo (1974)
8. One of Everything (Bown) – Inedito
9. Belavista Man (Parfitt/Edwards) – The Party Ain't Over Yet (2005)
10. Lover of the Human Race (Rossi/Bown) – Thirsty Work (1994)
11. Ice in the Sun (M. Wilde/M. Scott) – Picturesque Matchstickable Messages from the Status Quo (1968)
12. A Mess of Blues (D. Pomus/M. Schuman) – Back to Back (1983)
13. Jam Side Down (T. Britten/C. Dore) – Heavy Traffic (2002)
14. Resurrection (Parfitt/Bown) – 1+9+8+2 = XX (1982)

CD bonus nell'edizione deluxe
1. Lies (Rossi/Frost) – Just Supposin' (1980)
2. Little Dreamer (Rossi/Frost) – Perfect Remedy (1989)
3. Living on an Island (Parfitt/Young) – Whatever You Want (1979)
4. Is Someone Rocking Your Heart? (Rossi/Young) – Inedito
5. Rockers Rollin' (Parfitt/Lynton) – Rockin' All Over the World (1977)
6. And It's Better Now (Rossi/Young) – Hello! (1973) Live a Stoccarda 24/10/2014
7. Pictures of Matchstick Men (Rossi) – Picturesque Matchstickable Messages from the Status Quo (1968) Live a Stoccarda 24/10/2014
8. Don't Drive My Car (Parfitt/Bown) – Just Supposin (1980) Live a Stoccarda 24/10/2014
9. Claudie (Rossi/Young) – Hello! (1973) Live a Stoccarda 24/10/2014
10. Whatever You Want (Parfitt/Bown) – Whatever You Want (1979) Live a Stoccarda 24/10/2014
11. Rockin' All Over the World (J. Fogerty) – Rockin' All Over the World (1977) Live a Stoccarda 24/10/2014

### LP
Lato A
1. That's a Fact (Francis Rossi/Bob Young) – Blue for You (1976)
2. Roll Over Lay Down (Rossi/Young/Lancaster/Parfitt/Coghlan) – Hello!
3. Dear John (Gustafson/Macauley) – 1+9+8+2 = XX (1982)
4. In the Army Now (Bolland/Bolland) – In the Army Now (1986)
5. Hold You Back (Rossi/Parfitt/Young) – Rockin' All Over the World (1977)

Lato B
1. One for the Road (Andy Bown) – Inedito
2. Backwater (Parfitt/Lancaster) – Quo (1974)
3. One of Everything (Bown) – Inedito
4. Belavista Man (Parfitt/Edwards) – The Party Ain't Over Yet (2005)
5. Lover of the Human Race (Rossi/Bown) – Thirsty Work (1994)

Lato C
1. Ice in the Sun (M. Wilde/M. Scott) – Picturesque Matchstickable Messages from the Status Quo (1968)
2. Mess of the Blues (D. Pomus/M. Schuman) – Back to Back (1983)
3. Jam Side Down (T. Britten/C. Dore) – Heavy Traffic (2002)
4. Resurrection (Parfitt/Bown) – 1+9+8+2 = XX (1982)
5. Lies (Rossi/Frost) – Just Supposin' (1980)
6. Little Dreamer (Rossi/Frost) – Perfect Remedy (1989)

Lato D
1. Living on an Island (Parfitt/Young) – Whatever You Want (1979)
2. Is Someone Rocking Your Heart? (Rossi/Young) – Inedito
3. Rockers Rollin' (Parfitt/Lynton) – Rockin' All Over the World (1977)
4. For You (Parfitt) – Rockin' All Over the World (1977)

## Formazione
Gruppo
- Francis Rossi - chitarra, voce
- Rick Parfitt - chitarra, voce, ukulele
- Andy Bown - chitarra, mandolino, armonica, piano, voce
- John 'Rhino' Edwards - basso, chitarra, voce
- Leon Cave - chitarra, batteria, voce

Altri musicisti
- Geraint Watkins − fisarmonica
- Martin Ditcham − percussioni
- Amy Smith − cori
- Hannah Rickard - violino, cori
- Richard Benbow − arrangiamento archi
- Lucy Wilkins − violino
- Howard Gott − violino
- Nicky Sweeney − violino
- Alison Dods − violino
- Rick Koster − violino
- Alison Dods − violino
- Sophie Sirota − viola
- Sarah Wilson − violoncello